# Graettinger (Iowa)
Graettinger es una ciudad ubicada en el condado de Palo Alto en el estado estadounidense de Iowa. En el Censo de 2010 tenía una población de 844 habitantes y una densidad poblacional de 423,76 personas por km².

## Geografía
Graettinger se encuentra ubicada en las coordenadas 43°14′14″N 94°45′2″O / 43.23722, -94.75056. Según la Oficina del Censo de los Estados Unidos, Graettinger tiene una superficie total de 1.99 km², de la cual 1.99 km² corresponden a tierra firme y (0%) 0 km² es agua.

## Demografía
Según el censo de 2010, había 844 personas residiendo en Graettinger. La densidad de población era de 423,76 hab./km². De los 844 habitantes, Graettinger estaba compuesto por el 98.46% blancos, el 0.36% eran afroamericanos, el 0.12% eran amerindios, el 0% eran asiáticos, el 0% eran isleños del Pacífico, el 0.47% eran de otras razas y el 0.59% pertenecían a dos o más razas. Del total de la población el 0.83% eran hispanos o latinos de cualquier raza.